# Holzneria
Holzneria é um género botânico pertencente à família Plantaginaceae. Tradicionalmente este gênero era classificado na família das Scrophulariaceae.

## Espécies
- Holzneria microcentron
- Holzneria spicata